# III Brygada Legionów Polskich
III Brygada Legionów Polskich – wielka jednostka piechoty Legionów Polskich. Do czasu rozwiązania podlegała rozkazom państw centralnych.

## Historia brygady

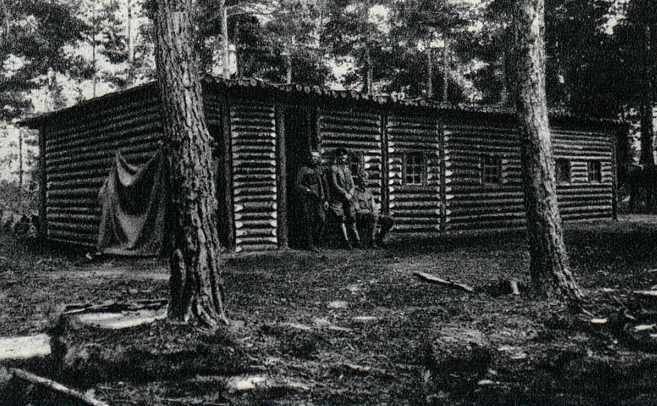
Komenda III Brygady Legionów Polskich w barakach pod Dubnikami, 1916

III Brygada Legionów została utworzona 8 maja 1915, w rejonie Piotrkowa Trybunalskiego. W lipcu 1915 na front skierowano 4 pułk piechoty i 5 szwadron ułanów. Chrzest bojowy oddziały te przeszły pod Jastkowem niedaleko Lublina, następnie brały udział w dalszych walkach pościgowych na Lubelszczyźnie. We wrześniu dotarł na front także 6 pułk piechoty i 6 szwadron ułanów. Pod koniec tego miesiąca oba szwadrony i 1 bateria artylerii zostały wyłączone spod komendy III Brygady. W dalszym ciągu brygada  walczyła na froncie wołyńskim aż do jesieni 1916, w tym między innymi w bitwie pod Kostiuchnówką. Po wycofaniu z frontu dokonano jej reorganizacji. 4 pułk piechoty został przeniesiony do II Brygady, a w jego miejsce dołączono 5 pułk piechoty.
W czerwcu 1917 po kolejnych zmianach 4 pułk wrócił do III Brygady, zaś wyłączono z niej 6 pułk. Politycznie brygada była pod wpływem Józefa Piłsudskiego, choć pierwotnie utworzono ją z myślą osłabienia jego wpływów w Legionach. Większość jej żołnierzy i oficerów odmówiła złożenia przysięgi latem 1917 roku w okresie tzw. kryzysu przysięgowego Legionów, w związku z tym brygada została rozwiązana. Jej żołnierze zostali internowani, bądź wcieleni do armii austro-węgierskiej.

## Organizacja brygady
Od maja 1915 roku:
- komenda III Brygady Legionów Polskich
- 4 pułk piechoty
- 6 pułk piechoty
- dywizjon kawalerii - rtm. Juliusz Ostoja-Zagórski
- 1 bateria artylerii

Od 29 września 1916 roku:
- komenda III Brygady Legionów Polskich
- 5 pułk piechoty
- 6 pułk piechoty

Od 18 czerwca 1917 roku:
- komenda III Brygady Legionów Polskich w Łomży
- 4 pułk piechoty w Łomży
- 5 pułk piechoty w Różanie

## Obsada personalna Komendy III Brygady LP
Komendanci brygady:
- płk Wiktor Grzesicki (do 15 VII 1916[2])
- płk Stanisław Szeptycki (15 VII - 14 XI 1916[2][3])
- płk Zygmunt Zieliński (24 XII 1916 - 27 IV 1917[3][4])
- płk Bolesław Roja (od 18 VI 1917)

Oficerowie sztabu brygady:
- c. i k. kpt. 29 pp OK Józef Schneider (do 29 III 1916 → dyspozycja c.i k. Obrony Krajowej)
- rtm. Juliusz Kleeberg (22 III - 18 VI 1917)
- kpt. art. Przemysław Barthel de Weydenthal (od 18 VI 1917)

## Odznaka III Brygady Legionów Polskich
III Brygada Legionów Polskich, podobnie jak I i II posiadała swoją własną odznakę honorową. Dość mało zachowało się informacji dotyczących jej ustanowienia. Niewątpliwie powstała ona pod koniec istnienia Legionów Polskich, jeszcze przed kryzysem przysięgowym. Odznakę wbrew Komendzie Legionów wprowadził ówczesny dowódca brygady Bolesław Roja.
Odznaka przyznawana była wszystkim oficerom i podoficerom brygady, którzy odbywali w niej służbę w latach 1915-1916. Głównym akcentem odznaki był orzeł z czasów Królestwa Polskiego w zamkniętej koronie z krzyżem, nałożony na pięcioramienną gwiazdę. Wszystko to było oparte na okrągłym pierścieniu, na którym umieszczono kursywą napis: „3 Brygada – Leg. – Pol. – 1915-1916”. Pozostałą, wolną część pierścienia zdobił ornament łańcuszkowy tworzony przez połączone litery „OS”.

## Uzbrojenie III Brygady Legionów Polskich
Początkowo podstawowym uzbrojeniem strzeleckim pododdziałów III Brygady Legionów Polskich były rosyjskie karabiny Mosin wz. 91 dostosowane do amunicji austriackiej 8 × 50 mm R oraz niewielka liczba karabinów Mannlicher M1895. Negatywnie oceniano przerobione Mosiny, często ulegały one zacięciom i praktycznie wykorzystywano je jako broń jednostrzałową. Z czasem Mosiny sukcesywnie wymieniano na karabiny Mannlicher M1895. Ostatecznie jednostki piechoty III Brygady zostały uzbrojone w karabiny piechoty Mannlicher M1895, zaś kawaleria, saperzy oraz łączność w karabinki kawaleryjskie Mannlicher M1895. Na wyposażeniu jednostek tyłowych pozostały przerobione karabiny Mosin.
Od samego początku w organizowanej III Brygadzie Legionów Polskich przewidziano oddziały karabinów maszynowych. Zostały one uzbrojone głównie w karabiny maszynowe Schwarzlose M.7/12 oraz niewielką liczbę karabinów maszynowych Maxim wz. 1905/S (rosyjskie Maxim wz. 1905 dostosowane do austro-węgierskiej amunicji 8 × 50 mm R).
Znajdująca się w składzie brygady 1 bateria artylerii por. Bolda została wyposażona w nowoczesne armaty polowe M.5 Skoda kalibru 80 mm.